# Su nombre es Joaquín
Su nombre es Joaquín (lema: No podrás dejar de seguirlo) es una telenovela chilena de drama y suspenso escrita por Víctor Carrasco y producida por María Eugenia Rencoret. Estrenada por TVN el 5 de octubre de 2011 y finalizada el 5 de marzo de 2012. Protagonizada por Álvaro Rudolphy en el personaje titular.
Su nombre es Joaquín fue ampliamente superada por La Doña de Chilevisión y Peleles y Mundos opuestos de Canal 13. Resultó ser la primera gran derrota del horario nocturno de María Eugenia Rencoret.

## Argumento
Valle Azul es un apacible pueblo del norte de Chile que lleva su nombre por tener cielos siempre despejados y es el lugar que ha elegido la comunidad, una secta que tiene a Joaquín Arellano como líder, para vivir. En esta comunidad, Joaquín, sus tres esposas; Lola, Julia y Carolina, y varios de sus seguidores viven tranquilamente dedicados a los cultivos de sus propios alimentos, a la meditación y la preparación espiritual para el evento de fin de mundo que se avecina.
Eso hasta que sucede un evento devastador: un volcán hace erupción provocando la destrucción de gran parte del lugar. El pánico contagia al pueblo por completo. Algunos huyen a los cerros mientras otros toman la dirección equivocada. Dos años después de la catástrofe Valle Azul se ha reconstruido para volver a brillar, pero la tragedia los marcó llevándose con ella a Magdalena, hermosa lugareña de 21 años y principal opositora de la comunidad. Con su desaparición se esfumó también el inminente matrimonio con Alonso, el doctor del pueblo que aún no puede dejar de pensar en ella. 
En paralelo y en un búnker subterráneo una mujer de la que nadie tiene conocimiento lleva encerrada un buen tiempo sin razones aparentes. Su captor la alimenta y así pasa los días sin ver la luz. Así el apacible pueblo de Valle Azul sigue en colisión directa con la comunidad y sus habitantes, presintiendo que quizás tras la apariencia de buenos hermanos hay un mundo de misterios entre quienes han decidido seguir encandilados al líder Joaquín Arellano.

## Elenco
- Álvaro Rudolphy como Joaquín Arellano
- Paola Volpato como Dolores Briceño
- Luciana Echeverría como Magdalena Silva[9]
- Francisco Pérez Bannen como Alonso Montero
- Alejandra Fosalba como Julia Ossa
- Mauricio Pešutić como Dionisio Silva
- Bastián Bodenhöfer como Raúl Sanfuentes
- Matías Oviedo como Sebastián Pérez
- Antonia Santa María como Carolina Ortega
- Maricarmen Arrigorriaga como Sonia Arce
- Óscar Hernández como Eduardo Mardones
- Marcela Medel como Milagros Lucero
- Adela Secall como Laura Mardones
- María José Illanes como Dolores Silva
- Sebastián Layseca como Tomás Alemparte
- Juana Ringeling como Ofelia Sanfuentes
- Nicolás Oyarzún como Dante Silva

## Recepción

### Índices de audiencia
| Horario              | # Eps. | Estreno              | Estreno         | Final              | Final           | Posición  | Temporada | Promedio Final |
| Horario              | # Eps. | Data                 | Primer capítulo | Data               | Último capítulo | Audiencia | Temporada | Promedio Final |
| -------------------- | ------ | -------------------- | --------------- | ------------------ | --------------- | --------- | --------- | -------------- |
| lunes a jueves 22:30 | 87     | 5 de octubre de 2011 | 20,2            | 5 de marzo de 2012 | 17,6            | 3         | 2011-2012 | 13,6           |